# Korenčkov sok
Korenčkov sok je gosti sok, ki ga pridobimo tako, da korenčke operemo in ostrgamo ter s pomočjo sokovnika iz njih iztisnemo sok. 

Da izboljšamo okus, lahko dodamo tudi jabolka in pomaranče. 

Zaužijemo ga takoj, saj tako ohranimo vse vitamine.

To je zelo zdrav napitek, saj je vir vitamina A, ki pomaga pri vzdrževanju normalnega delovanja oči in kože. 

Redno uživanje korenčkovega soka zmanjšuje tudi možnost nastanka rakovih obolenj ter drugih bolezni.